# Bloedbad van Naarden
Het Bloedbad van Naarden is een van de bloedbaden van de Tachtigjarige Oorlog. Op 1 december 1572 werd het merendeel van de bevolking van Naarden door de 'Spanjaarden' gedood, nadat de stad zich aan de koninklijke troepen had overgegeven.

## Aanloop
Eind jaren zestig van de 16e eeuw begon de Opstand van de Nederlanden tegen het bewind van koning Filips II van Spanje. Het stadsbestuur van Naarden was oorspronkelijk trouw aan de landsheer, maar in augustus 1572 kwam de stad in handen van de geuzen, met steun van een deel van de bevolking. Als reactie hierop belegerden koninklijke troepen in november van dat jaar de stad.
De Spaanse generaal Don Frederik, zoon van de hertog van Alva, was onderweg naar Naarden voor een strafcampagne. Deze campagne duurde van begin oktober 1572 met de herovering van Mechelen tot 8 oktober 1573 met het Alkmaars Ontzet. Naarden werd gecontroleerd met slechts 120 Duitse soldaten onder leiding van Jan Kruysbergen, een voormalige priester en een dertigtal ruiters uit Amersfoort. Verzoeken om ondersteuning werden ondanks beloften niet ingewilligd, vanwege de slechte staat van Staatse troepen, maar ook wegens muiterij.
Op 28 november was vanuit Amsterdam Bossu voor Naarden verschenen met 100 regeringssoldaten. Hij was gekomen om de stad voor de koning op te eisen. Zonder toestemming van de magistraat had men de poorten gesloten. Een afgevaardigde van de stad bood Bossu daarvoor zijn verontschuldigingen aan. Enkele "heethoofden" losten een schot op de 'Spanjaarden'. Hij kreeg als antwoord dat ze de stad voor koning en prins wilden bewaren. Er werd vervolgens lang en zwaar geschoten. Vanuit Naarden werden intussen ijlbodes naar omliggende steden en Staatse veldheren gezonden voor ondersteuning. De ijlboden keerden terug met als antwoord dat het voor Naarden het beste zou zijn om eervol te capituleren. De magistraat wilde de poorten openen, de burgers waren daar fel op tegen. Daarop stuurden ze een delegatie bestaande uit de burgemeester en een raadslid naar Bussum om te onderhandelen. De Duitse soldaten wilden de stad verlaten, maar werden door de burgers tegengehouden. Desalniettemin wisten enkele ruiters met achterlating van wapens en paarden de stad te ontvluchten.
Vanuit Amersfoort kwam het bericht dat Don Frederik al klaar stond om het Gooiland in te trekken. Burgemeester Maarten Laurentz en schepen Gerrit Pieter Aertszoon trokken op 29 november naar Amersfoort om te onderhandelen. Het regeringsleger was intussen al opgerukt naar Bussum. De burgemeester en schepen mochten niet bij Don Frederik. Ze kregen het bevel terug te keren naar Naarden, om daar een antwoord af te wachten voor de stadspoort. De burgemeester had de moed opgegeven.
Op 30 november was de voorhoede van het Spaanse leger al voor Naarden gekomen, deze hadden de stad in de middag van alle kanten omsingeld en ingesloten. Schepen Gerrit Pieter Aertszoon was naar Laag-Bussum getogen waar Don Frederik zijn kamp had opgeslagen. Hij werd toegelaten tot Bossu, die aan hen vroeg of ze Naarden al van hun bezetting hadden ontdaan. Toen Bossu hoorde dat dit niet het geval was verliet hij de bemiddelaar en wenste niet langer met hem te spreken. Hij zei dat ze de volgende dag moesten terugkomen en dan op een plechtige wijze om genade moesten verzoeken en dat ze met dragelijke voorwaarden moesten komen. Lambertus Hortensius, een luitenant van de ritmeester die het bevel had over de kleine groep ruiters uit Amersfoort, en enkele voorname burgers, waren met schepen Gerrit Pieter Aertszoon meegekomen. Zij ontmoetten halverwege Naarden-Bussum Julian Romero. Die verklaarde dat Don Frederik hem de gehele kwestie in handen had gegeven. De delegatie uit Naarden wierp zich aan zijn voeten en boden hem de sleutels aan. Romero herhaalde tot driemaal toe en verzekerde aan Lambertus Hortensius dat burgers en bezetting niets aan lijf of goed zou schaden. Romero liet echter na hiervan een schriftelijk bewijs af te geven, de delegatie vroeg er ook niet om.

## Bloedbad

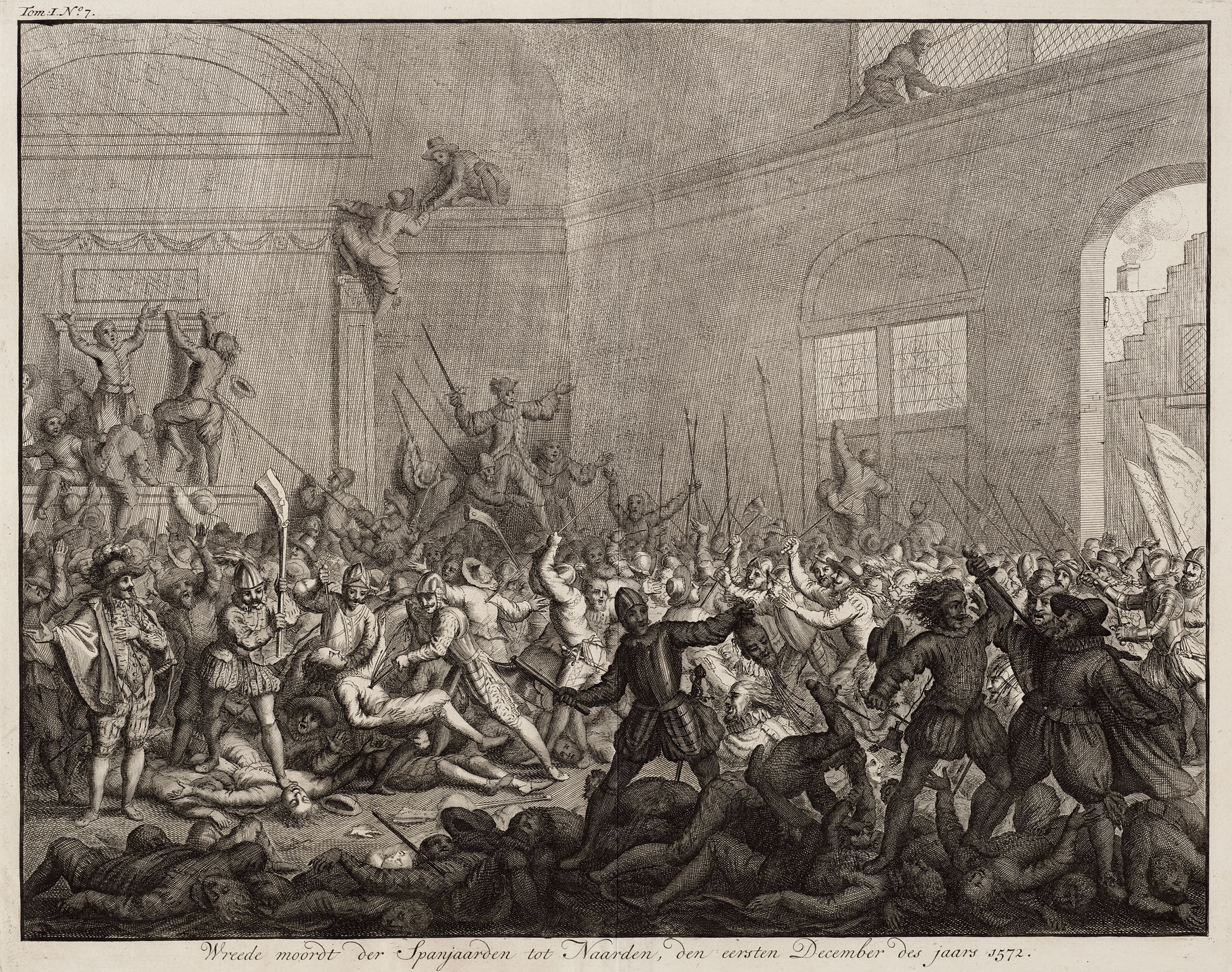
Het bloedbad van Naarden, geïllustreerd door Jan Luyken.

Op 1 december kwam Romero met 28 regeringssoldaten de stad binnen. Zij werden door Gerrit Pieter Aertszoon uitgenodigd voor een feestelijke maaltijd. Spoedig kwamen vierhonderd soldaten binnen, hun aantallen groeiden gestaag (tot 5000) omdat de grachten bevroren waren en de muren verlaten. Deze zogenaamde Spanjaarden werden door de Naardse burgers voortreffelijk onthaald. Romero nodigde de inwoners uit in de Gasthuiskerk, het huidige Spaanse Huis, in die tijd als stadhuis in gebruik. Er hadden zich daar ongeveer vijfhonderd mensen verzameld.
Toen kwam een priester binnen en begon te bidden dat de aanwezigen een uur de tijd hadden om zich voor te bereiden op de dood. Op dat moment sloegen de deuren open en verschenen Spaanse musketiers. Ze vuurden hun musketten op de dichte massa en sloegen de overgebleven mensen neer met het zwaard en degen. Veel van hen waren de toren ingevlucht en luidden de klok. De Spanjaarden dreven er de spot mee en staken de kerktoren daarna in brand, de slachtoffers, dood en levend verteerden tot as. De Spanjaarden vermoordden binnen enkele minuten bijna alle inwoners inclusief Aertszoon die even te voor nog met de Spanjaarden had gegeten. Toen drongen de Spanjaarden de huizen binnen. Burgers werden neergeschoten, hun huizen geplunderd, bewoners werden gedwongen de buit naar het Spaanse kamp te brengen, nadien werden zij als "dank" gedood. Spaanse ooggetuigen meldden dat alleen de mannen werden gedood en de vrouwen en meisjes geen haar werd gekrenkt.
Vanuit de naburige dorpen kwamen mensen naar Naarden, de straten van Naarden waren gevuld met handelaren om de geroofde buit op te kopen. De plunderende soldaten verkrachtten daarbij de vrouwen en meisjes. Toen staken ze de hele stad in brand, om verstopte burgers te dwingen hun schuilplaatsen te verlaten. Deze burgers werden met dolken en vleesbijlen vermoord. Diegenen die verzet boden werden doodgemarteld, omringd door lachende soldaten. Men tapte bij de slachtoffers het bloed af en dronk dat als wijn. Lambertus Hortensius moest getuige zijn van de moord op zijn zoon, waarbij een Spaanse soldaat zijn zoons hart uitsneed en bij hem in het gezicht wierp.
Ongeveer honderd burgers die nog door de besneeuwde weiden wisten te ontsnappen vielen alsnog in Spaanse handen, zij werden naakt aan hun voeten in bomen gehangen om dood te vriezen. Burgers die in de omgeving door omwonenden waren opgevangen werden alsnog gedood door de Spanjaarden. Don Frederik stelde daarna op straffe des doods een verbod in, om vluchtelingen een schuilplaats of voedsel aan te bieden. Er zouden in totaal ongeveer zestig burgers zijn ontsnapt aan het bloedbad, waarvan twintig op losgeld gespaard bleven. Ongeveer 800 vonden een gruwelijke dood.

## Nasleep

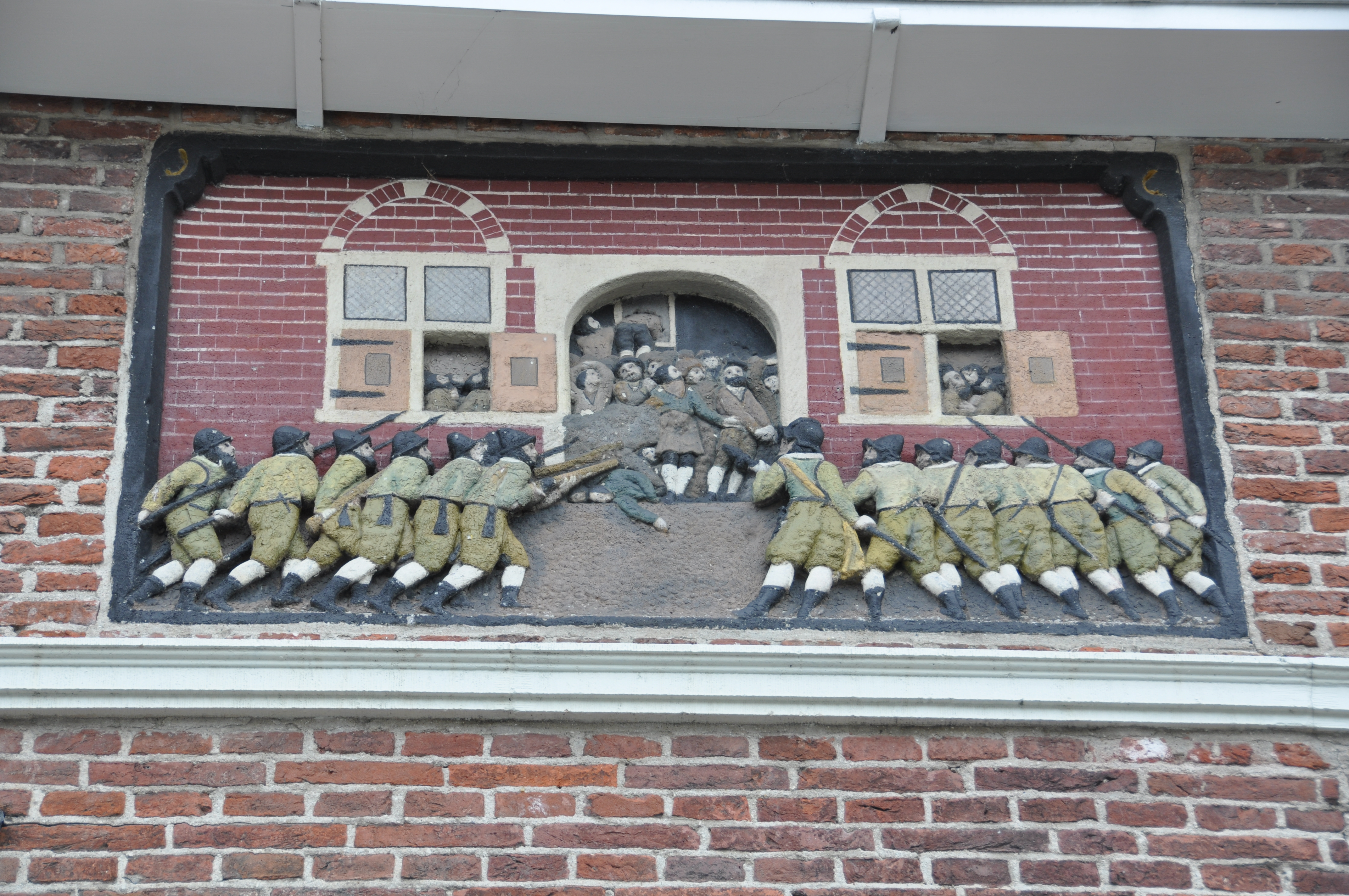
Gevelsteen in het voormalige stadhuis (Spaanse huis)

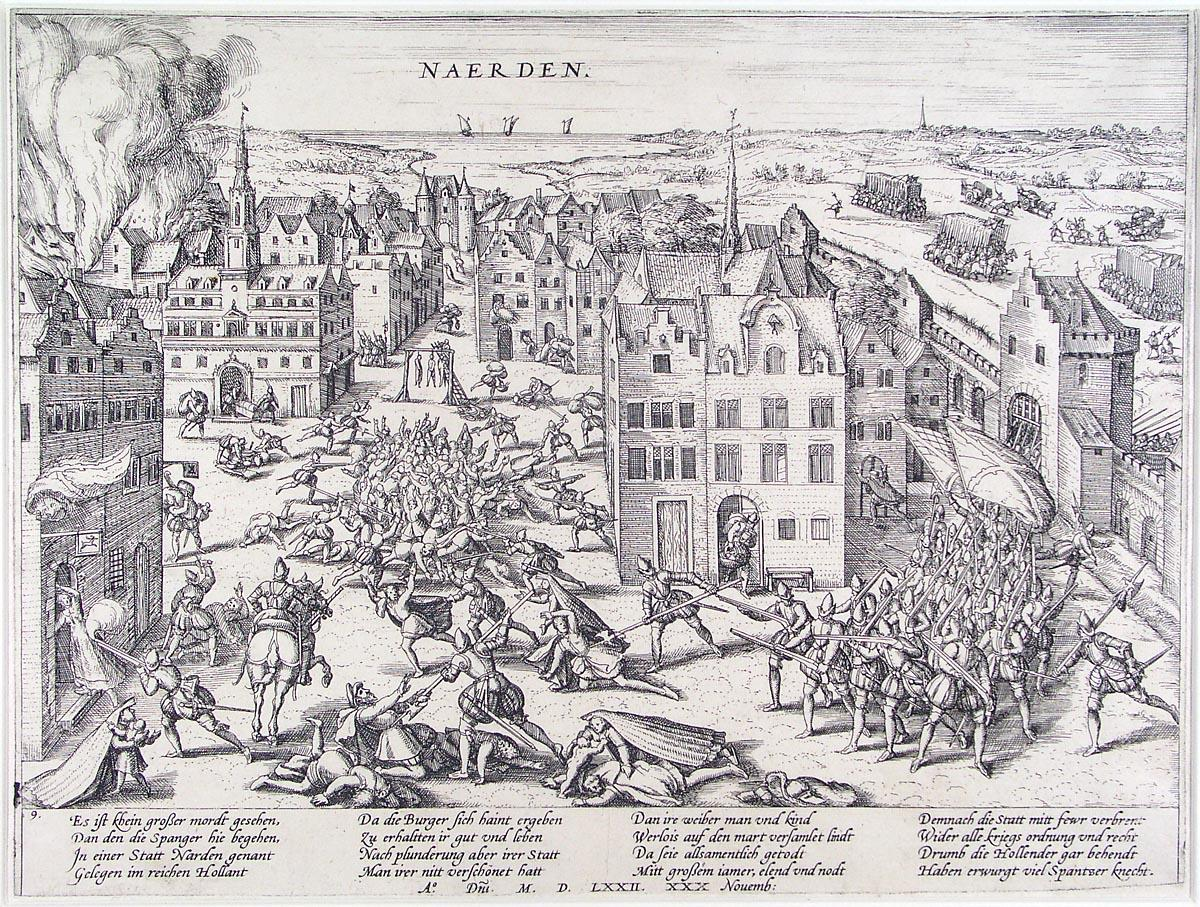
Illustratie van Frans Hogenberg.

Spaanse furie in Naarden. Bor Nederlantsche Oorloghen.

Nadien werden in Naarden de muren en poorten gesloopt, de grachten gedempt. Burgers uit de omgeving werden hiertoe gedwongen. Behalve de slachtoffers die onder het puin zijn gebleven telde men ruim achthonderd lijken. Bossu en Don Frederik reden 's middags de stad in. Op hun gelaat was niet de minste emotie te bespeuren. Zij gaven bevel dat tot nader order geen enkel lichaam zonder hun toestemming begraven mocht worden. Zo gebeurde het dat negen dagen lang lichamen bleven liggen.
Alva had nadien de koning geschreven dat de burgers van Naarden zich weigerden over te geven, dat er ook op Spaanse soldaten was geschoten en dat de Spaanse infanterie welhaast de stad veroverd had en daarbij iedereen over de kling hadden gejaagd. Vijf dagen daarna werd de burgemeester na een doodvonnis van Don Frederik opgehangen in zijn eigen deur, daarna gevierendeeld op de stadspoorten geplaatst, omdat hij geheuld had met de geuzen. De dag erop roofden inwoners van Muiden, Weesp en naburige dorpsbewoners wat er nog over was binnen Naarden. Een stadsbrand had vrijwel de gehele stad in as gelegd, op enkele huizen na die de brand (vrijwel) ongeschonden hebben doorstaan. De Hollandse en Zeeuwse steden die nog bezet waren door geuzen waren gewaarschuwd, Don Frederik had dan ook de grootste moeite met het zeven maanden durende Haarlemse beleg. Haarlem werd heroverd op 13 juli 1573. Ook hier volgden vreselijke slachtingen onder de burgers.
Naarden heeft zich snel hersteld, in december 1573 was de stad weer onder Staatsbestuur en in 1574 werd de reformatie ingevoerd. In 1579 werden nieuwe vestingwerken aangelegd en een nieuw stadhuis gebouwd.

## Gevolg van het bloedbad van Naarden
Doordat de stad na overgave met belofte op gratie toch ten onder ging aan het Spaans geweld waren de stedelingen geneigd om samen met de geuzen te blijven strijden. Immers een gevallen geuzenstad leidde toch tot de dood. 

## Spaanse versie
Bernardino de Mendoza, als officier een van de direct verantwoordelijken, heeft in zijn memoires ook een Spaanse versie opgetekend van het bloedbad. Volgens deze versie schoten de burgers van Naarden op de Spaanse gezanten tijdens de onderhandelingen over de overgave van de stad. De Spanjaarden veroverden hierop de stad en doodden alle gewapende burgers.
Overigens was de hertog van Alva zeer te spreken over het bloedbad van Naarden. Hij berichtte tevreden aan koning Filips II:"niet één kind is er ontkomen". Het antwoord op het verzet in de Nederlanden tegen het beleid van Filips II door Alva was met regelrechte terreur. Over die terreur verkreeg Alva de instemming en goedkeuring van Filips II.